# Barbara (région)
Pour les articles homonymes, voir Barbara (homonymie).

Périple de la mer Érythrée. Carte maritime, selon la description du texte source.

Barbara, également appelée Bilad al-Barbar ou Barbarie, s'est référée à deux régions anciennes du littoral nord-est de l'Afrique (Corne de l'Afrique et côtes de la Mer Rouge). 

## Histoire
Les deux zones étaient habitées par les Barbaroi de l'Est ou les Baribah (Berbères) tels que mentionnés par les philosophes grecs anciens. Ces habitants étaient les ancêtres des populations chamito-sémitiques locales actuelles parlant des langues couchitiques,,,. Ils ne doivent cependant pas être confondus avec les Berbères du Maghreb, de Siwa et des îles Canaries, dont les ancêtres étaient appelés les Libyens, et qui ont aussi été surnommés « Berbères » dans l'histoire.
Le mot Baribah et Barbaroi vient du mot « barbare » autrefois utilisé pour qualifier des peuples étrangers au monde grec. D'autres peuples ont aussi été surnommé « barbares », comme les Scandinaves (« Barbares du Nord »). 
Selon Le Périple de la mer Érythrée, un journal de voyage du Ier siècle, ou du IIIe siècle rédigé un marchand grec basé à Alexandrie, la première région de Barbara s'étendait de Bérénice dans le sud-est de l'Égypte jusqu'au nord de Ptolemais Theron dans le nord-est du Soudan, tandis que la seconde région de Barbara était située juste au-delà du détroit de Bab-el-Mandeb jusqu'au Ras Asir, un promontoire abrupt, à la fin de la côte berbère vers l'est, dans le nord-est de la Somalie qui forme le sommet de la Corne de l'Afrique. Cette deuxième région de Barbara abritait des entrepôts connus sous le nom de «ports lointains». le Ras Hafun, proche du Ras Asir était l'emplacement de l'important port antique d'Opone. 
D'après le Periplus, avec l'aide du voisin Abyssin, les Berbères de la deuxième région de Barbara ont eu des échanges commerciaux étendus avec l'Égypte et l'Arabie pré-islamique. Le carnet de route mentionne les Barbarois comme "caisses d'argent", à travers leurs villes portuaires telles que Malao, Avalites, Mundus, Mosylon et Opone. L'auteur de Periplus indique également que les marins barbarois ont navigué dans toute la Mer Rouge et dans le Golfe d'Aden pour le commerce. Le document décrit le système de gouvernance berbère comme décentralisé, et consiste essentiellement en une collection de cité-États autonomes,.